# ビットウェイ
株式会社ビットウェイは、かつて存在したトッパングループのデジタルコンテンツ流通会社。世界初の携帯電話向け電子コミック販売サイト『Handyブックショップ』（現 BookLive!コミック）を運営していた。

## 概要
2005年10月に凸版印刷株式会社から分社化して設立され、同社のデジタルコンテンツ流通事業を継承して営業を開始。
携帯電話キャリアの公式サイト・パソコン向けポータルサイトを通じたデジタルコンテンツの販売による収益事業を行っていた。主な事業は、コンテンツ流通事業（PCコンテンツ、電子書籍）、メディア事業、コンテンツ事業（モバイルサイト開発など）、EC事業である。
出版社などのコンテンツプロバイダーが所有する有料コンテンツをパソコンや携帯電話等の通信デバイスへ配信するデジタルコンテンツの取次・販売、ソフトウエアのダウンロード販売や物販、広告媒体開発などを行っていた。携帯電話向け公式サイトを100サイト以上受託運営し、また携帯コミックでは業界3位であった。
携帯電話サイト向けの電子書籍の配信サービスとしては草分け的な存在で、2003年12月に世界初の携帯電話向け電子コミック販売サイト「Handyブックショップ」（現 BookLive!コミック）を、auのEZweb公式コンテンツとして開始した。
ケータイコミックの代表的な表現技術であるマンガをコマ毎に表示する方法は、同社が初めて携帯電話のマンガビューワーとして開発したもので、2003年頃まで利用されていた。また、携帯電話向けの写真集も同時期に開発した。
電子書籍市場の拡大により電子書籍の取次事業を2006年より開始した。特に、携帯コミックの取次としては、業界トップであった。2007年からは携帯電話向けのECサイトを開始。2010年に電子書籍配信プラットフォームサービスを刷新し、2011年12月に累計100万ダウンロードを達成した。
2013年3月に分社化を行い、BtoC事業（電子書籍ストアなど）を子会社の株式会社BookLiveに譲渡し、当社は電子書籍の取次事業のみとなった。そして2013年7月に同業の出版デジタル機構の完全子会社となり、事業統合を経て法人格消滅。

## 沿革
- 1997年6月 - 実証実験としてデジタル出版コンテンツ販売サイト「BookPark」（1998年2月に「コンテンツパラダイス」に改称）のサービスを開始[4]。
- 1999年7月15日 - 凸版印刷により、日本で初めて、国内大手ISPと連携したPC向けデジタルコンテンツ配信事業（サービス名：ビットウェイ）を開始[5]。
- 2000年3月 -「コンテンツパラダイス」と「ビットウェイ」を統合し、PC向け電子書籍販売サイト「ビットウェイブックス」を開始[4][6]。
- 2001年11月30日 - PDA向けの有料コンテンツ流通サービス「@ir Bitway」のサービスを開始[7]。
- 2003年12月25日 - 世界初の携帯電話向け電子コミック販売サイトとして[8]、auの第3.5世代携帯電話CDMA 1X WINのEZweb向けに「Handyブックショップ」（「BookLive!コミックス」の前身）を開設[2]。
- 2004年
  - 6月21日 - NTTドコモの第3世代携帯電話FOMAのiモード向け携帯コミック販売サイト「まんが稲妻大革命」を開設[9]を開設。
  - 12月15日 - ボーダフォン（現 ソフトバンクモバイル）の第3世代携帯電話のVodafone live!（現 Yahoo!ケータイ）向け携帯コミック販売サイト「Handyブックショップ」を開設[10]。これにより業界で初めてコミック販売サービスの3キャリア対応を達成。
- 2005年
  - Yahoo!BBと接続し、国内主要ISP全てとの接続が完了。
- 10月3日 - 凸版印刷から分社化し、株式会社ビットウェイが設立される[11]。
- 2006年
  - メディア事業を展開。また、出版社とタイアップし、オリジナル携帯コミックを制作。
  - 3月27日 - パソコン向けの電子書籍配信サイト「ビットウェイコミックス」を開設[12]。
  - 8月 - 電子書籍の出版取次を開始[13]。
- 2009年 - 海外の携帯電話向けに株式会社セルシスから「ライドオン・ソリューション」を通じ提供されたフォーマットとシャープ株式会社のフォーマット供与を得て2つのビューアを統合した「電子書籍統合ビューア」アプリケーションを世界で初めて開発[14]。これを機にフランスから順に海外の市場に参入を行う。
- 2010年
  - 10月 - 北京比特威数碼産品有限公司（北京ビットウェイ）を子会社化。
- 2010年10月18日 - 携帯電話向け携帯コミックサイト「Handyコミック」・写真集専門サイト「Handy写真集」・文芸書専門サイト「Handyブックショップ」を、携帯電話向け電子書籍販売サイト「Handyブックス」に統合[15]。
- 2010年12月 - 北米向け電子書籍配信を行う子会社「ジェイマンガ株式会社」「JMANGA INC.」を設立。
- 2011年
  - 1月24日 - 北京ビットウェイが、中国チャイナモバイルの携帯電話向け公式サイト「手機閲読基地」にてサービスを開始[16]。
  - 1月28日 - 電子書籍ストア事業を行う子会社「株式会社BookLive」を設立[17][18]。
- 2013年3月28日 - 新設分割・吸収合併により、BtoC事業（電子書籍ストア事業）を子会社のBookLiveが授受し、取次事業はビットウェイが継承[19]。
- 2013年7月 - 出版デジタル機構の完全子会社となる[20][21]。
- 2013年10月 - 出版デジタル機構と事業を統合[22]。

## デジタルコンテンツストア

### PC向けコンテンツ

#### ビットウェイブックス
電子書籍を中心に販売するサイト。2013年3月末日でサービスを終了した。

#### クラブビットウェイ
写真集や動画、外国語学習ソフトウェアなどのデジタルコンテンツのダウンロード販売を行っていた。

### モバイル向けコンテンツ

#### Handyコミック、Handy写真集、Handyブックス
全て電子書籍を中心に販売するサイト。他に、HandyきせかえDXにてきせかえウィジット、アニ★ロコとロンドローブ★モバイルでは着うた、絵文字デコっちゅではデコメを各々のサイトにて販売していた。